# Quadro de medalhas dos Jogos Sul-Americanos de 2018
O quadro de medalhas dos Jogos Sul-Americanos de 2018 é uma lista que classifica os Comitês Olímpicos Nacionais, de acordo com o número de medalhas conquistadas neste evento realizado na cidade de Cochabamba, na Bolívia.

## O quadro
O quadro de medalhas é classificado de acordo com o número de medalhas de ouro, estando as medalhas de prata e bronze como critérios de desempate, para o caso de haver empate no montante das doradas conquistadas.
     País sede destacado
| Ordem | País          | Medalha de ouro | Medalha de prata | Medalha de bronze | Total |
| ----- | ------------- | --------------- | ---------------- | ----------------- | ----- |
| 1     | COL Colômbia  | 94              | 74               | 71                | 239   |
| 2     | BRA Brasil    | 90              | 58               | 56                | 204   |
| 3     | VEN Venezuela | 43              | 59               | 55                | 157   |
| 4     | ARG Argentina | 42              | 60               | 63                | 165   |
| 5     | CHI Chile     | 38              | 34               | 60                | 132   |
| 6     | ECU Equador   | 25              | 17               | 52                | 94    |
| 7     | PER Peru      | 22              | 29               | 41                | 92    |
| 8     | PAR Paraguai  | 6               | 10               | 14                | 30    |
| 9     | URU Uruguai   | 5               | 10               | 17                | 32    |
| 10    | BOL Bolívia   | 4               | 15               | 15                | 34    |
| 11    | PAN Panamá    | 2               | 4                | 4                 | 10    |
| 12    | SUR Suriname  | 2               |                  | 1                 | 3     |
| 13    | ARU Aruba     |                 | 2                | 1                 | 3     |
| 14    | GUY Guiana    |                 | 1                | 4                 | 5     |
| TOTAL | TOTAL         | 373             | 373              | 454               | 1 200 |

- Última atualização: 8 de junho de 2018 (20:00:00 UTC).[1]

## Ligação externa
- Site oficial dos Jogos Sul-Americanos Cochabamba-2018, presente no portal Wayback Machine (em espanhol)